# Aboso
Aboso är en ort i Ghana. Den ligger i den södra delen av landet, 190 km väster om huvudstaden Accra. Aboso ligger 98 meter över havet och antalet invånare är 8 790.
Terrängen runt Aboso är huvudsakligen platt, men norrut är den kuperad. Runt Aboso är det ganska tätbefolkat, med 96 invånare per kvadratkilometer. Närmaste större samhälle är Tarkwa, 7,4 km sydväst om Aboso. I omgivningarna runt Aboso växer i huvudsak städsegrön lövskog.